# Viey
Viey (gaskognisch Biei) ist eine französische Gemeinde mit 19 Einwohnern (Stand 1. Januar 2022) im Département Hautes-Pyrénées in der Region Okzitanien; sie gehört zum Arrondissement Argelès-Gazost und zum Kanton La Vallée des Gaves.

## Lage
Viey liegt im Süden des Département Hautes-Pyrénées rund 39 km (Luftlinie) südlich von Tarbes. Der Ort liegt am südlichen Abhang des Bergs Soum d’Espade d’Arbéouse (2139 m. ü. M.) nördlich des Flusses Bastan im Nationalpark Pyrenäen.
Die Gemeinde besteht aus dem Dorf Viey und zahlreichen Einzelgehöften.

## Geschichte
Im frühen Mittelalter wechselte die Herrschaft häufig (Westgoten, Basken, Franken, Sarazenen). Danach war der Ort jahrhundertelang unter der Herrschaft des Königreichs Aquitanien respektive des Herzogtums Gascogne. Von 900 bis 1609 gab es eine Grafschaft Bigorre innerhalb der vorgenannten Gebiete. Im Hundertjährigen Krieg war Viey manchmal unter englischer, manchmal unter französischer Herrschaft. Von 1425 bis 1609 gehörte der Ort als Teil der Grafschaft Bigorre zur nur lose mit Frankreich verbundenen Grafschaft Foix. Weil der letzte Herrscher dieser Grafschaft, König Heinrich II. aus dem Hause Bourbon, 1589 den Thron von Frankreich (als Heinrich IV.) bestieg, waren die Orte der Region 1609 bis 1789 Krondomäne. Die Gemeinde gehörte von 1793 bis 1801 zum District Argelès. Zudem war sie von 1793 bis 2015 Teil des Kantons Luz-Saint-Sauveur (1793–1962 unter dem Namen Kanton Luz). Mit Ausnahme der Jahre 1926 bis 1942 (Arrondissement Bagnères) war Viey seit 1801 verwaltungstechnisch Teil des Arrondissements Argelès-Gazost.

## Bevölkerungsentwicklung
| Jahr                       | 1962 | 1968 | 1975 | 1982 | 1990 | 1999 | 2006 | 2012 | 2020 |
| Einwohner                  | 62   | 46   | 44   | 38   | 34   | 33   | 31   | 26   | 21   |
| Quellen: Cassini und INSEE |      |      |      |      |      |      |      |      |      |

Im 19. Jahrhundert zählte der Ort zeitweise über 200 Einwohner. Die zunehmende Mechanisierung der Landwirtschaft führte zu einem kontinuierlichen Absinken der Einwohnerzahlen bis auf die Tiefststände in neuerer Zeit.

## Sehenswürdigkeiten

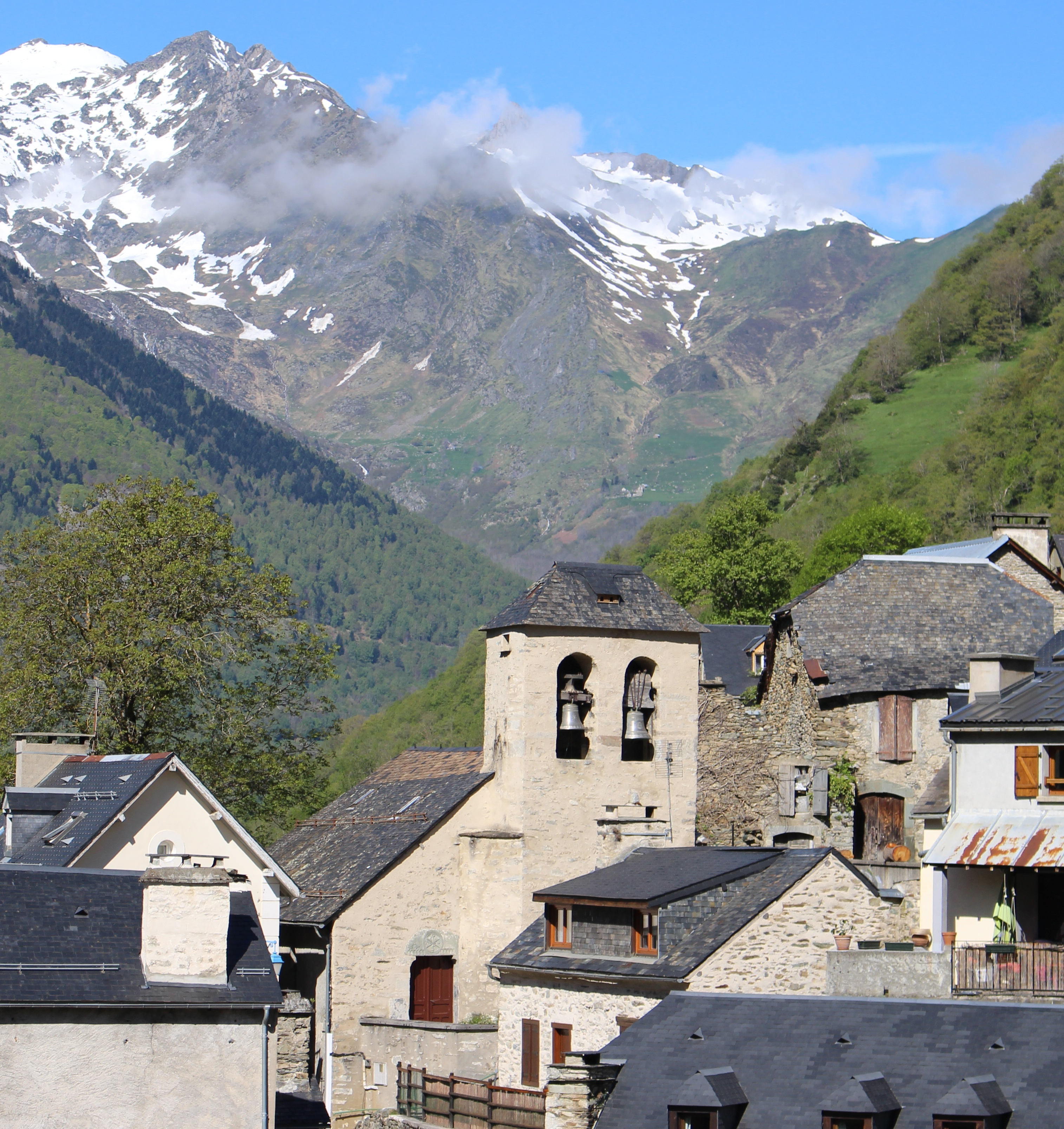
Kirche Saint-Sylvestre
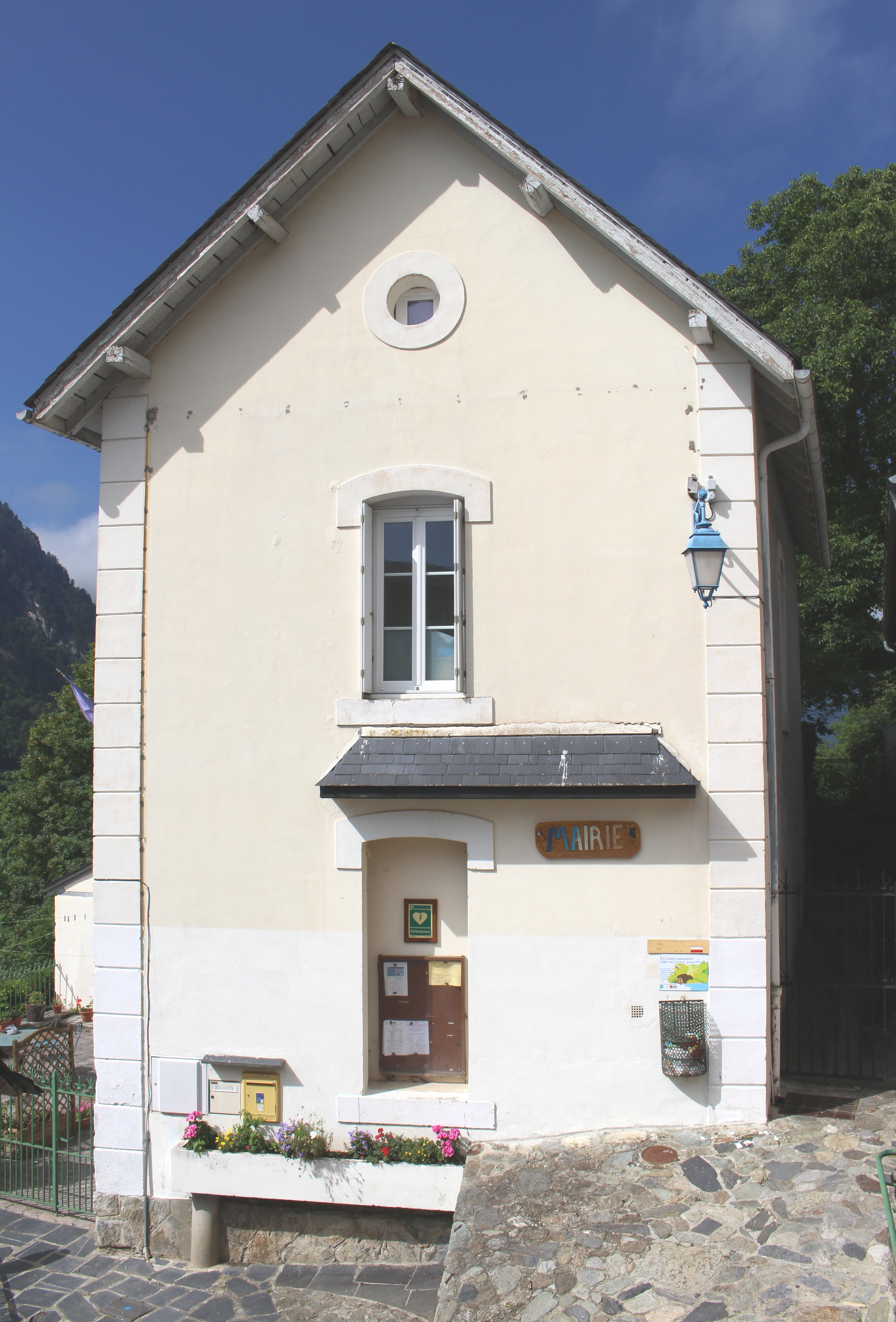
Rathaus (mairie)
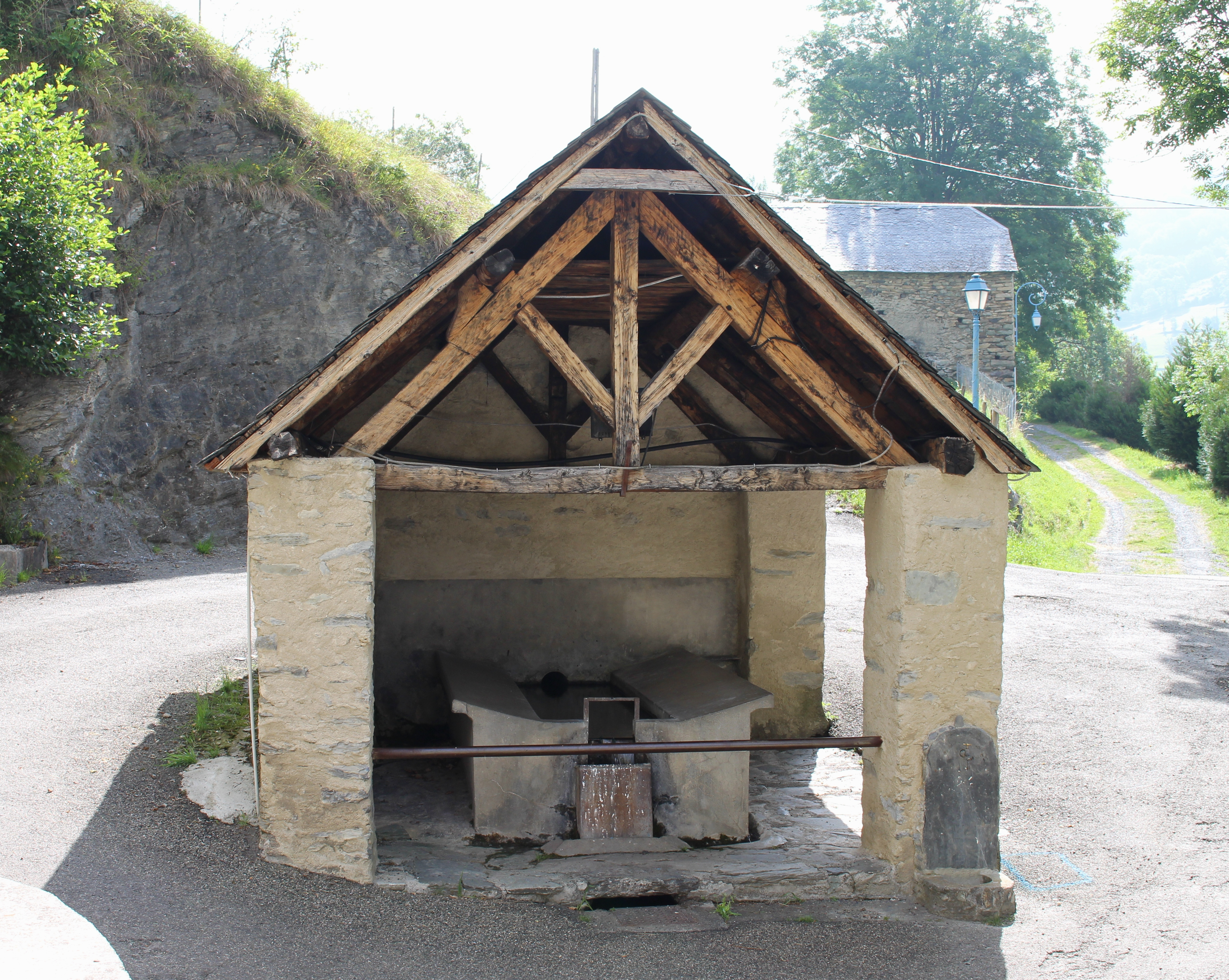
Lavoir (ehemaliges Waschhaus)

- Kirche Saint-Sylvestre
- Rathaus (mairie)
- Ehemaliges öffentliches Waschhaus